# Маре (квартал)

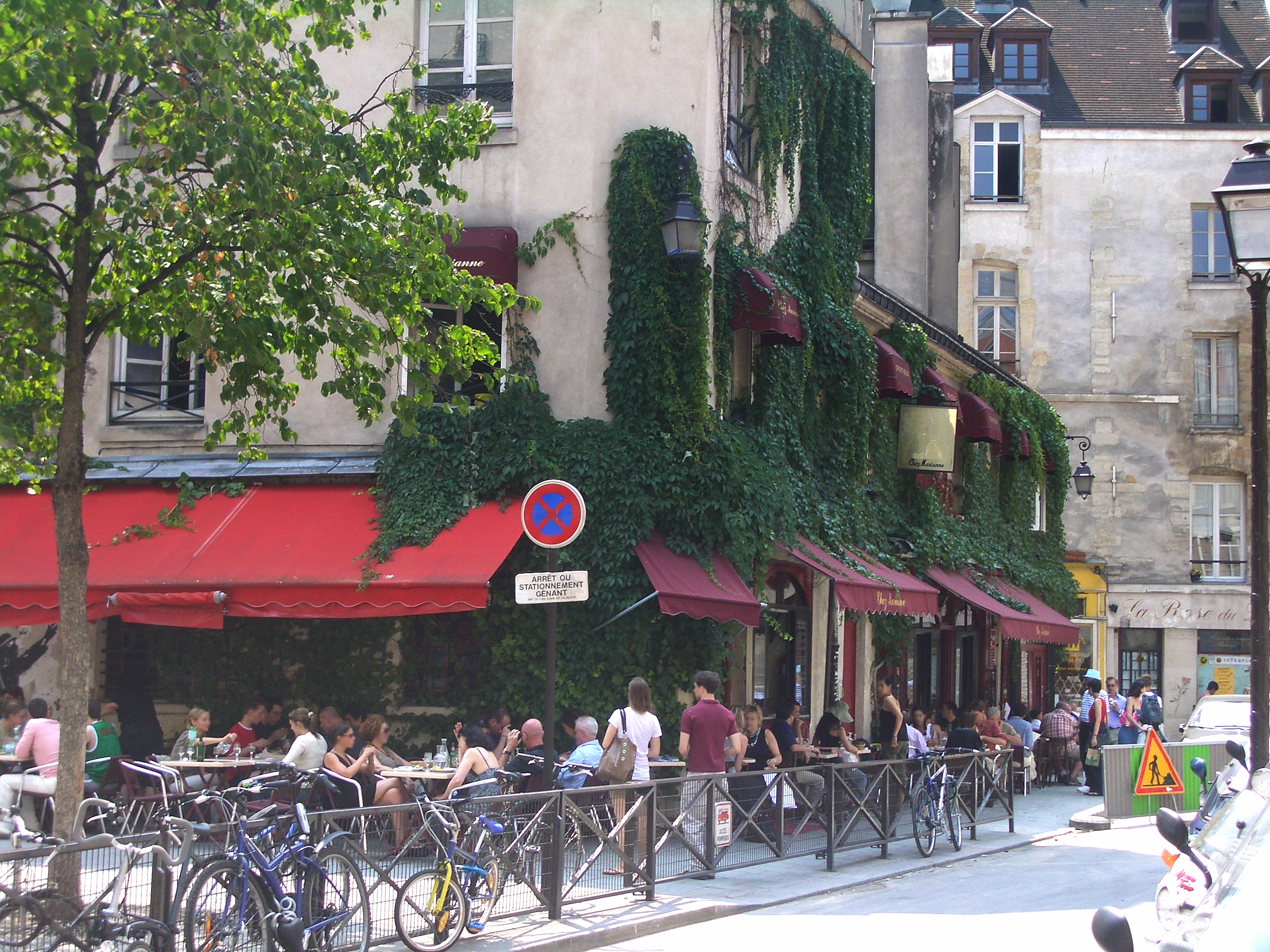
Знаменитий ресторан МареChez Marianne

Маре́ (фр. Marais — «болото») — квартал Парижа на правому (північному) березі Сени, на схід від кварталу кафе і галерей Бобур (Beaubourg). Розташований між площею Республіки та площею Бастилії, квартал Маре належить як до 3-го, так і до 4-го муніципальних округів Парижа. Межі кварталу визначені трьома бульварами і річкою Сеною: на півночі — бульваром дю Тампль, на заході — Севастопольським бульваром, на сході — бульваром Бомарше, і на півдні — Сеною.

## Історія
На місці нинішнього кварталу довгий час знаходилося болото, розташоване за межами міста, звідки й пішла назва. Осушення болота лицарями-тамплієрами почалося в XIII столітті; неподалік знаходилася середньовічна єврейська громада Парижа (зараз колишнє гетто відоме як Плецль). На Королівській площі (нині площа Вогезів) стояв палац Турнель, який був резиденцією французьких королів до переїзду в Лувр. В XIV столітті було споруджено новий міський мур, так квартал став частиною міста.
За Генріха Наваррського болото остаточно осушили, і в XVII столітті південь Маре полюбився знаті. Аристократи почали відбудовувати будинки на ще незайманій місцевості. Під час Французької революції 1789 місцевих багатіїв прогнали, багато особняків прийшли в занепад, перетворилися на руїни.
У час президентства Шарля де Голля міністр культури Андре Мальро став боротися за збереження історичного району Парижа, в 1962 році почалася реставрація палаців.
Колись Маре був околицею міста, сьогодні — це скоріше центр. Маре пережив містобудівну лихоманку барона Османа в XIX столітті, залишившись майже недоторканим, і зараз в кварталі можна побачити розкішні палаци й особняки поруч зі старими будинками ремісників.

## Єврейський квартал

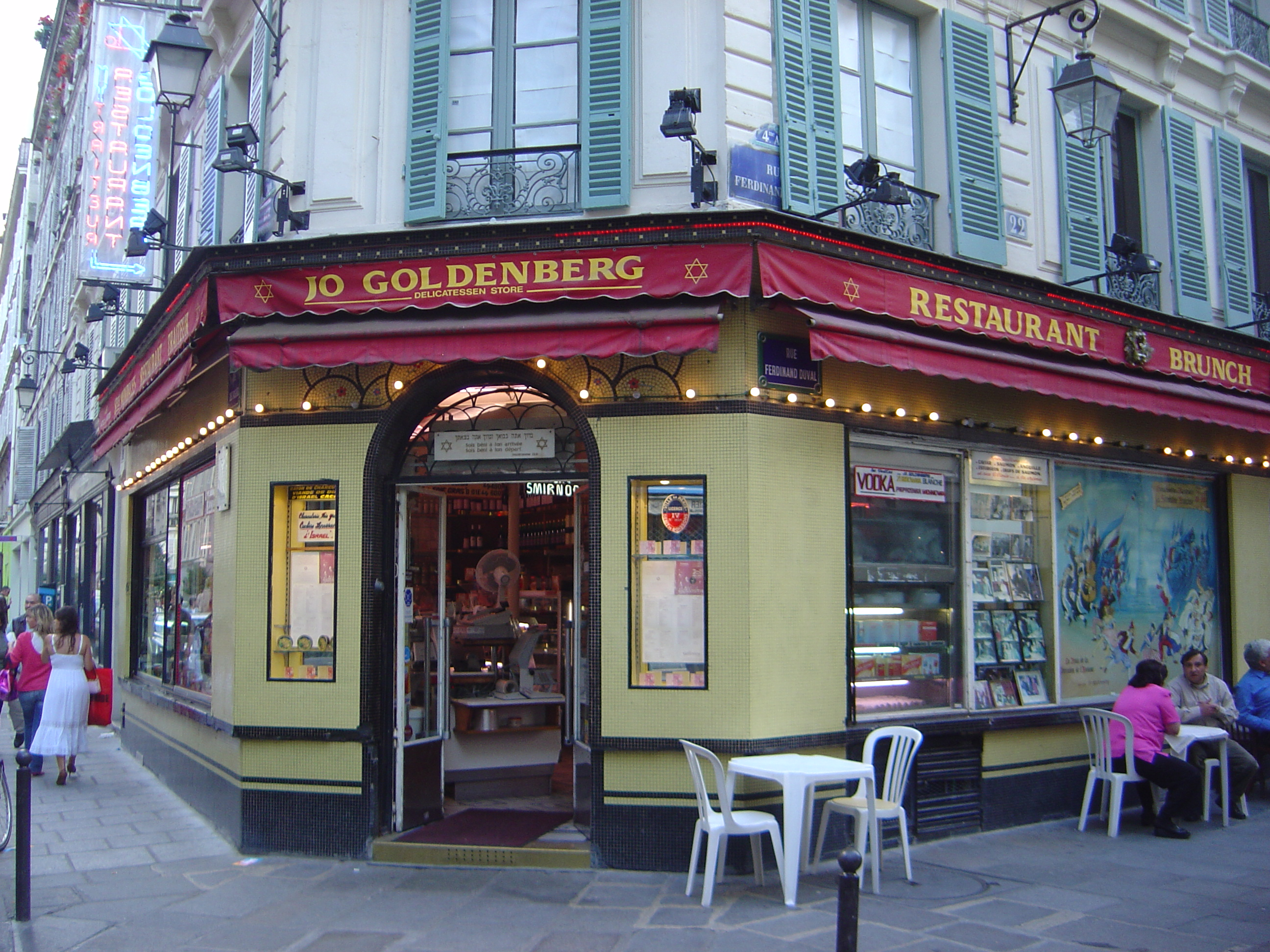
Ресторан Jo Goldenberg на вулиці Розьє

З XIII століття Маре є єврейським кварталом Парижа, незважаючи на численні вигнання євреїв. На самому початку тут оселилися сефарди, гнані з Іспанії та Португалії нащадки євреїв, пізніше, під час Французької революції, сюди приїхали ортодоксальні євреї з Ельзасу і Східної Європи. Сьогодні Маре містить найбільшу єврейську громаду Європи: у Франції проживають 800 000 євреїв, майже половина з них живе в Парижі, в основному в Єврейському кварталі Маре навколо вулиці Розьє (rue des Rosiers).
Архітектор Ектор Гімар, що бере участь в оформленні паризького метро, побудував найбільшу синагогу у місті — духовний центр Маре — в стилі модерн. У 1940 році вона була підірвана німецькими окупантами. Після відновлення будівлі, синагога знаходиться під захистом як пам'ятка культури. Безпосередньо поруч із синагогою живе голова ортодоксальних юдеїв, невеликої, але шанованої групи євреїв. Тут нерідко можна зустріти суші-бар або піцерію з сертифікатом кошерності департаменту кашруту при головному рабині Парижа, вивіски кошерних магазинів і ресторанів продубльовані мовами їдиш або іврит. Мовою їдиш район вулиці Розьє називається Pletzl.
На вулиці Розьє також знаходиться штаб-квартира першого єврейського телевізійного каналу Télévision française juive.

## Визначні місця
Біля західної межі кварталу розташований всесвітньо відомий Центр Помпіду (парижани називають його також Бобур), сконструйований в 70-х роках Ренцо П'яно та Річардом Роджерсом. Національний центр сучасного мистецтва був названий на честь президента Франції Жоржа Помпіду, який не дожив до реалізації проекту.

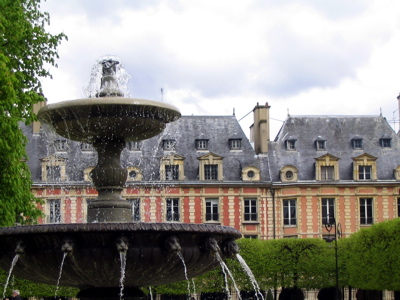
Площа Вогезів

На відстані 300 м від Центру Помпіду з 1998 року відкрито Музей мистецтва та історії юдаїзму, що розташувався в особняку, побудованому в 1640 році.
Найстаріша і можливо найкрасивіша площа Парижа, площа Вогезів, розташована в центрі кварталу. Її забудова почалася в 1605 році при Генріхові IV, з тих пір її вигляд залишається майже незмінним. Тут жило багато знаменитих людей, наприклад, Віктор Гюго, кардинал Рішельє.
В одному з найвеличніших особняків Маре, особняку Субіз, зараз розташовується Музей історії Франції та відділ Державного архіву. Серед численних експонатів в музеї можна знайти заповіти Людовика XV, Людовика XIV та Наполеона, останній лист Марії-Антуанетти або наказ про взяття під варту Робесп'єра, послання Річарда Левине Серце або лист Жанни д'Арк жителям Реймса від 6 серпня 1429.
На вулиці Фран-Буржуа (rue des Francs Bourgeois) в розкішних особняках XVI століття розташований Музей історії Парижа Карнавале та Історична бібліотека (Bibliothèque Historique de la Ville de Paris). Неподалік від Музею Карнавале знаходиться Музей Коньяк-Ре c колекцією західноєвропейського живопису XVIII століття, а неподалік — Музей Пікассо з картинами, скульптурами, листами і фотографіями Пабло Пікассо.
Гідною уваги є також синагога, побудована Ектора Гімар в 1913 році в стилі модерн, і базарна площа Сен-Поль, де знаходяться численні антикварні крамнички.